# Kujira no Kora wa Sajō ni Utau
Kujira no Kora wa Sajō ni Utau (クジラの子らは砂上に歌う lit. Los niños de la ballena cantan en la arena?), también conocido como Children of the Whales, es una serie de manga escrita e ilustrada por Abi Umeda. En 2017, fue adaptado a una serie de anime dirigida por Kyōhei Ishiguro.

## Argumento
La historia se centra en un niño llamado Chakuro, que vive en una isla gigante llamada Ballena de Barro (Mud Whale) que se desplaza sobre el mar de arena. En la Mud Whale, la sociedad se divide en dos tipos de personas: los marcados, que pueden mover objetos con sus mentes utilizando un extraño poder llamado "timia", a expensas de acortar sus vidas; y los no marcados, las personas que carecen de timia pero disfrutan vida útil más larga. Chakuro y sus amigos nunca han visto a nadie del mundo exterior, y pasan sus días anhelando explorar y aprender sobre él. En el año 93 del exilio de la embarcación, la Mud Whale se encuentra con una isla solitaria donde Chakuro encuentra a una chica llamada Lykos, comenzando una aventura que cambia la vida de todos.

## Personajes
Chakuro (チャクロ?)
Seiyū: Natsuki Hanae, Carlos Siller (español latino)
Lykos (リコス?)
Seiyū: Manaka Iwami, Betzabé Jara (español latino)
Ōni (オウニ?)
Seiyū: Yūichirō Umehara, Gerardo Alonso (español latino)
Suō (スオウ?)
Seiyū: Nobunaga Shimazaki, Alan Prieto (español latino)
Ginshu (ギンシュ?)
Seiyū: Mikako Komatsu, Fernanda Gastélum (español latino)
Ryodari (リョダリ?)
Seiyū: Daiki Yamashita, Emilio Treviño (español latino)
Shuan (シュアン?)
Seiyū: Hiroshi Kamiya, Víctor Ugarte (español latino)
Sami (サミ?)
Seiyū: Hisako Kanemoto, Monserrat Aguilar (español latino)
Neri
Seiyū: Ai Kakuma, Lupita Leal (español latino)
Orka
Seiyū: Akira Ishida, Alfredo Gabriel Basurto (español latino)
Taihsa
Seiyū: Aya Hisakawa, Jahel Morga (español latino)
Rohalito No Amonrogia
Seiyū: KENN, Abraham Vega (español latino)
Kuchiba
Seiyū: Kōsuke Toriumi
Tobi
Seiyū: Makoto Furukawa

## Media

### Manga
El manga está siendo publicado en el revista Mystery Bonita de la editorial Akita Shoten. A la fecha, presenta 23 tomos y aún sigue en publicación.

#### Publicaciones
| Volumen | Fecha de publicación en Japón |
| ------- | ----------------------------- |
| 01      | 16 de diciembre de 2013       |
| 02      | 16 de abril de 2014           |
| 03      | 16 de septiembre de 2014      |
| 04      | 16 de febrero de 2015         |
| 05      | 16 de julio de 2015           |
| 06      | 16 de diciembre de 2015       |
| 07      | 15 de abril de 2016           |
| 08      | 14 de octubre de 2016         |
| 09      | 16 de marzo de 2017           |
| 10      | 15 de septiembre de 2017      |
| 11      | 16 de enero de 2018           |
| 12      | 14 de junio de 2018           |
| 13      | 16 de octubre de 2018         |
| 14      | 14 de marzo de 2019           |
| 15      | 19 de agosto de 2019          |
| 16      | 16 de marzo de 2020           |
| 17      | 16 de junio de 2020           |
| 18      | 16 de noviembre de 2020       |
| 19      | 16 de abril de 2021           |
| 20      | 16 de septiembre de 2021      |
| 21      | 16 de febrero de 2022         |
| 22      | 16 de agosto de 2022          |
| 23      | 16 de marzo de 2023           |

### Anime
La serie de anime fue adaptada por el estudio J.C.Staff. Constó de 12 episodios transmitidos durante la temporada de otoño de 2017 en Japón. Además fue lanzada en la plataforma de streaming Netflix en V.O y doblada en español bajo el título de " Hijos de las Ballenas ".

#### Banda sonora
- Opening: Sono Saki e (その未来（さき）へ) por Ririko.
- Ending: Hashitairo (ハシタイロ) por Rionos.

### Especiales
Dos episodios especiales serán incluidos en los DVD y blu-ray de la serie.